# ちょっとしあわせ
『ちょっとしあわせ』は、1974年10月15日から1975年2月11日までNET系列局で放送されていたNETテレビ（現・テレビ朝日）製作のテレビドラマである。全15話。放送時間は毎週火曜 20:00 - 20:55 （日本標準時）。

## 概要
都電荒川線沿線にある柚木家が経営する「太陽保育園」が主な舞台。その柚木家の姉・鈴子と弟・文久には暗い出生の秘密があった。鈴子はその秘密を背負って生き、文久は年上の女性に憧れて愛を知って傷付きながらも成長していく。この姉弟の青春と大人の恋、親子の愛などを描いた。共演した芹明香は、酒井和歌子の人柄について「本当によい人。すごく好きだった」と述懐している。

## キャスト
- 柚木鈴子：酒井和歌子 - 三女
- 柚木文久：郷ひろみ
- 柚木綾子：司葉子 - 母
- 柚木紋平：嵐寛寿郎 - 祖父、太陽保育園園長
- 柚木忠基：田中春男 - 父
- 柚木ちどり：林美智子 - 長女
- 柚木かな子：結城美栄子 - 次女
- 柚木まゆみ：野口みどり - 四女
- 理子：高沢順子
- 久子：芹明香
- 真知子：内田あかり
- 野中小百合：和田アキ子
- 八重子：丹阿弥谷津子
- 馬場：植木等
- 花山陣吉：遠藤幸吉
- 藤井：森本レオ
- 恩田：高岡健二
- 溝口：二谷英明
- 富代：今井和子
- 澄夫：田中和洋 - 第6話ゲスト
- 恩田ふく：北林谷栄 - 第11話ゲスト
- 良太：大塚耕司 - 第11話ゲスト
- 石本：高木均 - 第12話ゲスト
- 下島：有島一郎 - 第12話ゲスト
- ほか

## スタッフ
- 脚本
  - 鎌田敏夫（第1話 - 第3話、第8話 - 第9話、第14話 - 第15話）
  - 桃井章（第4話 - 第6話、第13話 - 第14話）
  - 森﨑東（第6話 - 第7話、第10話 - 第12話）
- 演出
  - 久野浩平（第1話 - 第2話、第4話、第6話 - 第7話、第9話、第11話、第14話 - 第15話）
  - 藤原英一（第3話、第5話、第8話、第10話 - 第12話）
- 制作著作：NET

| NET系列 火曜20:00枠                           | NET系列 火曜20:00枠                                 | NET系列 火曜20:00枠                            |
| 前番組                                        | 番組名                                              | 次番組                                         |
| --------------------------------------------- | --------------------------------------------------- | ---------------------------------------------- |
| 次郎長三国志 （1974年4月9日 - 1974年9月24日） | ちょっとしあわせ （1974年10月15日 - 1975年2月11日） | うしろの正面 （1975年2月18日 - 1975年6月17日） |